# Mostki (województwo łódzkie)
Mostki – wieś w Polsce położona w województwie łódzkim, w powiecie zduńskowolskim, w gminie Zduńska Wola.
| SIMC    | Nazwa      | Rodzaj    |
| ------- | ---------- | --------- |
| 0721828 | Stara Wieś | część wsi |
| 0721834 | Zimna Woda | część wsi |

W latach 1975–1998 miejscowość administracyjnie należała do województwa sieradzkiego.
Według danych z 2011 roku wieś zamieszkiwało 106 osób. 